# قرية إدواردز (نيويورك)
قرية إدواردز (بالإنجليزية: Edwards (village), New York)‏ هي منطقة سكنية تقع في الولايات المتحدة في مقاطعة سانت لورنس، نيويورك. يقدر عدد سكانها بـ 439 نسمة ومساحتها 2.6 كم2 وترتفع عن سطح البحر 204 متر.

## التركيبة السكانية
حدّد مكتب تعداد الولايات المتحدة بيانات التركيبة السكانية لقرية إدواردز في تعداد الولايات المتحدة. في ما يلي، التركيبة السكانية حسب تعدادي 2000 و2010.

### تعداد عام 2000
بلغ عدد سكان قرية إدواردز 465 نسمة بحسب تعداد عام 2000، وبلغ عدد الأسر 177 أسرة وعدد العائلات 119 عائلة مقيمة في القرية. في حين سجلت الكثافة السكانية 178.8 نسمة لكل كيلومتر مربع (463.1/ميل2). وبلغ عدد الوحدات السكنية 192 وحدة بمتوسط كثافة قدره 73.8 لكل كيلومتر مربع (191.1/ميل2).
وتوزع التركيب العرقي للقرية بنسبة 96.77% من البيض و0.43% من الأمريكيين الأفارقة و0.65% من الأمريكيين الأصليين و0.22% من الأعراق الأخرى و1.94% من عرقين مختلطين أو أكثر و1.29% من الهسبانيون أو اللاتينيون من أي عرق.
بلغ عدد الأسر 177 أسرة كانت نسبة 36.2% منها لديها أطفال تحت سن الثامنة عشر تعيش معهم، وبلغت نسبة الأزواج القاطنين مع بعضهم البعض 50.3% من أصل المجموع الكلي للأسر، ونسبة 13% من الأسر كان لديها معيلات من الإناث دون وجود شريك، بينما كانت نسبة 4% من الأسر لديها معيلون من الذكور دون وجود شريكة وكانت نسبة 32.8% من غير العائلات. تألفت نسبة 27.1% من أصل جميع الأسر من عدة أفراد يعيشون في نفس المنزل ونسبة 18.1% كانت تتألف من شخص يعيش بمفرده يبلغ من العمر 65 عاماً أو أكثر. وبلغ متوسط حجم الأسرة المعيشية 2.63، أما متوسط حجم العائلات فبلغ 3.20.
بلغ العمر الوسطي للسكان 35.4 عاماً. وكانت نسبة 29.5% من القاطنين تحت سن الثامنة عشر، وكانت نسبة 7.3% بين الثامنة عشر والرابعة والعشرين عاماً، ونسبة 27.5% كانت واقعةً في الفئة العمرية ما بين الخامسة والعشرين والرابعة والأربعين عاماً، ونسبة 19.1% كانت ما بين الخامسة والأربعين والرابعة والستين، ونسبة 16.6% كانت ضمن فئة الخامسة والستين عاماً فما فوق. يوجد لكل 100 أنثى 90.6 ذكر، ويوجد لكل 100 أنثى في الثامنة عشر من عمرها فما فوق 86.4 ذكر.
بلغ متوسط دخل الأسرة في القرية 30,682 دولارًا، أما متوسط دخل العائلة فبلغ 35,417 دولارًا. وكان متوسط دخل الذكور 30,938 دولارًا مقابل 18,889 دولارًا للإناث. وسجل دخل الفرد الخاص بالقرية 11,613 دولارًا. وكانت نسبة 15.8% من العائلات ونسبة 16.8% من السكان تحت خط الفقر، وكان من هؤلاء نسبة 20.4% تحت سن الثامنة عشر ونسبة 11.6% في الخامسة والستين من العمر وما فوق.

### تعداد عام 2010
بلغ عدد سكان قرية إدواردز 439 نسمة بحسب تعداد عام 2010، وبلغ عدد الأسر 184 أسرة وعدد العائلات 104 عائلة مقيمة في القرية. في حين سجلت الكثافة السكانية 168.8 نسمة لكل كيلومتر مربع (437.2/ميل2). وبلغ عدد الوحدات السكنية 195 وحدة بمتوسط كثافة قدره 75 لكل كيلومتر مربع (194.2/ميل2).
وتوزع التركيب العرقي للقرية بنسبة 99.09% من البيض و0.23% من الأمريكيين الأفارقة و0.68% من عرقين مختلطين أو أكثر و0.68% من الهسبانيون أو اللاتينيون من أي عرق.
بلغ عدد الأسر 184 أسرة كانت نسبة 31% منها لديها أطفال تحت سن الثامنة عشر تعيش معهم، وبلغت نسبة الأزواج القاطنين مع بعضهم البعض 34.8% من أصل المجموع الكلي للأسر، ونسبة 14.7% من الأسر كان لديها معيلات من الإناث دون وجود شريك، بينما كانت نسبة 7.1% من الأسر لديها معيلون من الذكور دون وجود شريكة وكانت نسبة 43.5% من غير العائلات. تألفت نسبة 32.1% من أصل جميع الأسر من عدة أفراد يعيشون في نفس المنزل ونسبة 13.6% كانت تتألف من شخص يعيش بمفرده يبلغ من العمر 65 عاماً أو أكثر. وبلغ متوسط حجم الأسرة المعيشية 2.39، أما متوسط حجم العائلات فبلغ 3.06.
بلغ العمر الوسطي للسكان 41.6 عاماً. وكانت نسبة 23.9% من القاطنين تحت سن الثامنة عشر، وكانت نسبة 8.4% بين الثامنة عشر والرابعة والعشرين عاماً، ونسبة 23.2% كانت واقعةً في الفئة العمرية ما بين الخامسة والعشرين والرابعة والأربعين عاماً، ونسبة 27.8% كانت ما بين الخامسة والأربعين والرابعة والستين، ونسبة 16.6% كانت ضمن فئة الخامسة والستين عاماً فما فوق. وتوزع التركيب الجنسي للسكان بنسبة 45.1% ذكور و54.9% إناث.